# Glendo
Glendo es un Lugar designado por el censo situado en el Platte en el estado estadounidense de Wyoming. La población era 229 habitantes en el censo de 2000.

## Demografía
Glendo se localiza en las coordenadas 42°30′11″N 105°1′31″O / 42.50306, -105.02528. Según el United States Census Bureau, la ciudad tenía un área total de 1,4 km². todos terrestres.

## Geografía
Según el censo del 2000, había 229 personas, 110 casas y 66 familias que residían en la ciudad. La densidad de población era de 166.6/km ². La composición racial de la ciudad era:
- 95,20% Blancos
- 5,49% Hispanos o latinos
- 2,18% De otras razas
- 2,18 De dos o más razas
- 0,44% Nativos americanos

Había 110 casas, de las cuales un 16.4% tenían niños menores de 18 años que vivían con ellos, el 52.7% eran parejas casadas que vivían juntas, un 4.5% tenían un cabeza de familia femenino sin presencia del marido y un 39.1% eran no-familias. El 15.5% tenían a alguna persona anciana de 65 años de edad o más.
En la ciudad la separación poblacional era con un 14.8% menores de 18 años, el 7.9% de 18 a 24, el 21.4% de 25 a 44, un 31.9% de 45 a 64, y el 24.0% tenía 65 años de edad o más. La edad media fue de 50 años. Por cada 100 hembras había 100.9 varones. Por cada 100 mujeres mayores de 18 años, había 105.3 hombres.
La renta mediana para una casa en la ciudad era de $ 24,531, y la renta mediana para una familia de $ 26,786. Los varones tenían una renta mediana de $ 21.146 contra los $ 15.000 para las hembras. El ingreso per cápita para la ciudad era de 14.529 dólares. el 9,0% de la población vivía por debajo del umbral de pobreza.

## Educación
La educación en el pueblo de Glendo está proporcionada por la Escuela del Distrito del Condado de Platte #1